# Anton von Schaumburg

Brasão de armas dos Condes de Schaumburg.

Conde Anton von Schaumburg, também se escreve Schauenburg, (* 1500 † 18 de junho de 1558) foi bispo da Diocese de Colônia de 1557 até sua morte.